# Џон Фаулс
Џон Фаулс (енгл. John Fowles; Ли-Он-Си, 31. март 1926 — Лајм Риџис, 5. новембар 2005) био је енглески писац и професор. Његова најпознатија дела укључују Жена француског поручника, која је адаптирана и у филм, Сакупљач, Чаробњак и Мантиса. Литерарни стил је изградио под утицајем Албера Камија и Жан-Пол Сартра, а велики успех које су његове књиге доживеле су довеле до превода на све веће светске језике.

## Биографија
Џон Фаулс је рођен у Ли-Он-Сиу као син јединац од оца Роберта Џона Фаулса и мајке Гледс Меј. Студирао је француски и немачки језик на Њу Колеџ на Оксфорду. Током студија је одустао од немачког и фокусирао се на француски који је и дипломирао. Фаулс је убрзо потпао под утицај егзистенцијалиста попут Жан-Пол Сартра и Албера Камија.
Прво занимање му је било наставничко, где је након неколико краткотрајних послова, могао је да бира да ли ће да предаје на Универзитету у Винчестеру или на мање цењеној позицији у Грчкој. Одабрао је Грчку где је на острву Спецес постао мастер енглеског језика.

## Књижевни рад
Фаулс је написао свој први роман Сакупљач 1960 године у Лондону, наког чега је наставио рад на другом роману Сакупљач. Иако му је требало само месец дана да напише прву верзију романа, рад на изменама је трајао дуже од годину дана. Сакупљач је издат 1963 и постигао је велики успех. Убрзо су продата и права за истоимени филм из 1965.
Напустио је Лондон и преселио се на фарму у Ламјс Риџису. Ту је започео рад на роману Жена француског поручника. Исте године је радио и на филмској адаптацији његовог романа Чаробњак. Роман Жена француског поручника је оставрио интернационални успех који је крунисан успешном филмском адаптацијом Жена француског поручника из 1981.
Преминуо је од последица срчаног удара 5. новембра 2005 у болници недалеко од Лајм Риџиса.